# 雲隠六帖
雲隠六帖（くもがくれろくじょう）とは、『源氏物語』の補作の一つ。偽書・偽作研究で取り上げられることが多く、紫式部が書いたものでないことが明らかなものである。中世王朝物語と呼ばれるジャンルに含まれる。室町時代初期の注釈書である四辻善成の『河海抄』に見えないことなどからそれ以後の成立と見られるが作者は不明である。『阿里莫本』のようにこの雲隠六帖を含めた全60帖で伝えられる源氏物語の写本も存在する。

## 内容
雲隠六帖は全体で以下の六帖から構成される。
1. 雲隠
2. 巣守
3. 桜人
4. 法の師
5. 雲雀子
6. 八橋

上記の六帖は、源氏物語世界の中の時間的な位置付けでは、大きく
- かつて幻と匂宮の間に存在したと見られる「雲隠」の欠落を補う光源氏の出家などを描く「雲隠」
- 「夢浮橋」の後を補う後日譚にあたる匂宮の即位、薫と浮舟の結婚、薫と浮舟の出家などを描く巣守から八橋までの5帖

の2つに分かれる。
なお、雲隠六帖は源氏物語原典の巻々と比べると1巻の長さは概して非常に短く、ストーリーだけを簡潔に描く梗概的な内容を持っており、雲隠六帖が源氏物語原典ではなく中世に流行した梗概書のスタイルを模して作られた源氏物語の続編であるとされることがある。

## 刊本
- 山岸徳平・今井源衛編『宮内庁書陵部蔵青表紙本源氏物語 山路の露 雲隠六帖』新典社、1970年（昭和45年）8月。 ISBN 978-4-7879-0055-5
- 今西裕一郎注釈「雲隠六帖」千本英史編『日本古典偽書叢刊 第2巻』現代思潮新社、2004年（平成16年）8月31日。 ISBN 4-329-00437-2
- 小川陽子『「源氏物語」享受史の研究　付「山路の露」「雲隠六帖」校本』笠間書院 、2009年（平成21年）3月。 ISBN 978-4-3057-0469-6